# Scunthorpe United F.C.
Câu lạc bộ bóng đá Scunthorpe United là một câu lạc bộ bóng đá đến từ thị trấn Scunthorpe, Lincolnshire, Anh. Đội bóng thi đấu ở National League North, cấp độ 4 trong hệ thống các giải bóng đá Anh. Đội bóng có biệt danh là "The Iron", và đã chơi với trang phục sân nhà với màu rượu vang đỏ và xanh dương trong phần lớn lịch sử của câu lạc bộ. Đội chơi các trận sân nhà tại Sân vận động Sands Venue, sau khi chuyển từ sân vận động ban đầu, Old Show Ground, vào năm 1988. Họ thi đấu các trận derby Humber với các đối thủ địa phương Grimsby Town và Hull City, cũng như derby Lincolnshire với Boston United, Gainsborough Trinity và Lincoln City.
Câu lạc bộ được thành lập vào năm 1899 và chuyển sang chuyên nghiệp sau khi gia nhập Midland League vào năm 1912. Các nhà vô địch Midland League đăng quang trong các chiến dịch 1926-27 và 1938-39, đội được bầu vào Football League năm 1950. Đội tiếp tục thăng hạng với tư cách là nhà vô địch của giải Third Division North mùa giải 1957-58 và trải qua sáu mùa giải ở Second Division, trước khi bị xuống hạng vào năm 1964 và sau đó xuống Fourth Division vào năm 1968. United đã trải qua 34 trong số 37 mùa giải tiếp theo ở tầng hầm, cách nhau một mùa giải vẫn ở hạng ba sau khi họ được thăng hạng vào các mùa giải 1971-72, 1982-83 và 1998-99. Brian Laws chứng kiến câu lạc bộ thăng hạng khỏi League Two vào cuối mùa giải 2004-05 và người kế nhiệm của ông, Nigel Adkins, đã dẫn dắt câu lạc bộ đến chức vô địch League One mùa giải 2006-07. Scunthorpe chỉ trải qua một mùa giải ở Championship, nhưng chiến thắng trong trận chung kết play-off League One 2009 giúp câu lạc bộ thăng hạng trở lại Championship. Họ vẫn ở hạng hai cho đến khi hai lần xuống hạng trong nhiều năm chứng kiến họ trở lại hạng tư vào năm 2013. Scunthorpe một lần nữa được thăng hạng khỏi League Two vào cuối mùa giải 2013-14, trước khi bị xuống hạng khỏi League One trong năm 2019.
Trong những năm gần đây, câu lạc bộ đã đánh tiếng về việc phát triển những tiền đạo trẻ đầy triển vọng, họ đã bán Billy Sharp, Martin Paterson và Gary Hooper với giá bảy con số. Câu lạc bộ cũng được coi là một trong những đội bóng thận trọng nhất về tài chính của bóng đá Anh, là một trong ba trong bốn giải đấu hàng đầu không có nợ. Tình trạng này gần đây đã thay đổi sau khi có thông báo rằng một khoản tiền 2 triệu bảng Anh từ chủ tịch sắp mãn nhiệm Steven Wharton đã được chuyển vào tài khoản để giúp câu lạc bộ duy trì một số cảm giác ổn định tài chính.

## Lịch sử

### Những năm đầu: 1899-1958

Biểu đồ thứ hạng của Scunthorpe trong Football League.

Scunthorpe United được thành lập vào năm 1899. Năm 1910, họ hợp nhất với các đối thủ địa phương là North Lindsey United để trở thành Scunthorpe & Lindsey United, và gia nhập Midland Football League vào năm 1912. Sau khi đăng ký gia nhập Football League năm 1921 không thành công, Scunthorpe & Lindsey đã vô địch Midland League mùa giải 1926-27 và mùa giải 1938-39. Khi mùa giải 1939-40 đột ngột kết thúc, do Thế chiến thứ hai bùng nổ, Scunthorpe & Lindsey đã về nhì trong trận đấu khẩn cấp thứ hai, thua Peterborough United trong một trận play-off không chính thức.
Sau khi chiến tranh kết thúc, vào năm 1945, Scunthorpe & Lindsey United sẽ đăng ký gia nhập Football League mọi lúc mọi nơi. Câu lạc bộ đã kết thúc với vị trí á quân tại Midland League vào mùa giải 1947-48, và vào năm 1950 được chấp nhận vào Football League, trước  Workington và Wigan Athletic khi cơ cấu giải đấu được mở rộng. Trận đấu đầu tiên của câu lạc bộ tại Football League Division Three North là với lính mới, Shrewsbury Town.
Sau một vài năm không đáng chú ý ở Football League, bao gồm cả các trận đấu ở vòng Ba và vòng Bốn Cúp FA của câu lạc bộ (lần lượt gặp Tottenham Hotspur và Portsmouth), cái tên "& Lindsey" bị loại bỏ vào năm 1958.

### Những năm ở Second Division: 1958-1964
Năm 1958, Scunthorpe United giành quyền thăng hạng lên Football League Division Two với tư cách là nhà vô địch của giải Division Three (North) cũ dưới sự dẫn dắt của huấn luyện viên Ron Suart. au đó, The Iron bắt đầu thăng tiến ổn định qua Second Division trong bốn năm tiếp theo dưới nhiều nhà quản lý khác nhau, cải thiện vị trí giải đấu mỗi mùa cho đến khi đạt vị trí thứ tư vào cuối mùa giải 1961-62, vị trí giải đấu cao nhất của câu lạc bộ cho đến nay. Điều này xảy ra bất chấp việc bán chân sút hàng đầu Barrie Thomas cho Newcastle United với giá 40.000 bảng Anh.
Năm 1962 được chứng minh là một bước ngoặt trong vận mệnh của câu lạc bộ, khi chỉ hai năm sau đó, họ kết thúc mùa giải ở vị trí cuối cùng của Giải hạng Nhì, bị xuống hạng trở lại Football League Division Three chưa được khu vực hóa. Cùng lúc đó, Jack Brownsword của Scunthorpe United đã chơi trận cuối cùng cho đội Iron sau 597 lần ra sân cho câu lạc bộ trong Football League, và Freddie Goodwin thay thế Dick Duckworth làm huấn luyện viên của câu lạc bộ.

### Suy giảm và trì trệ: 1964-1987
Sau khi xuống hạng từ Giải hạng Hai, Iron đã trải qua bốn năm tiếp theo lăn lộn ở Giải hạng Ba. Freddie Goodwin rời câu lạc bộ trong mùa giải 1967-68, tuy nhiên người thay thế ông là Ron Ashman đã không thể cứu câu lạc bộ xuống hạng đến Division Four vào cuối mùa giải. Một sự hồi sinh nhẹ xảy ra vào đầu những năm 70, với việc The Iron đầu tiên đánh bại Sheffield Wednesday tại Cúp FA vào tháng 1 năm 1970, và sau đó được thăng hạng trở lại Division Three vào năm 1972. Chính trong khoảng thời gian ngắn ngủi này, cầu thủ trẻ Kevin Keegan được Ashman phát hiện và phát triển trước khi được bán cho Liverpool năm 1971 với giá 35.000 bảng Anh, ông đã có 124 lần ra sân và 18 bàn thắng cho Scunthorpe.
The Iron đã không thể củng cố một vị trí trong Third Division, và xuống hạng trở lại Fourth Division ngay sau đó vào năm 1973. Đồng thời, Ron Ashman rời đi để quản lý các đối thủ địa phương Grimsby Town, chỉ trở lại trong năm 1976. Khoảng thời gian giữa anh hai nhiệm kỳ chứng kiến một số thay đổi quản lý và một mùa giải thảm hại chứng kiến kết thúc bằng việc The Iron nằm ở cuối bảng của Football League vào năm 1975. Năm năm tiếp theo chứng kiến United trì trệ ở nửa cuối của Fourth Division, với câu lạc bộ xếp thứ hai ở cuối. của chiến dịch 1981-82. Sự thăng hạng lên Third Division đã đạt được dưới sự dẫn dắt của huấn luyện viên John Duncan vào năm 1983, nhưng xuống hạng ngay lập tức sau khi người kế nhiệm Allan Clarke của ông ấy vào năm 1984, với United sau đó bước vào một giai đoạn tiếp tục trì trệ ở giữa bảng của Fourth Division.

### Sân nhà mới, chân trời mới: 1987-1997

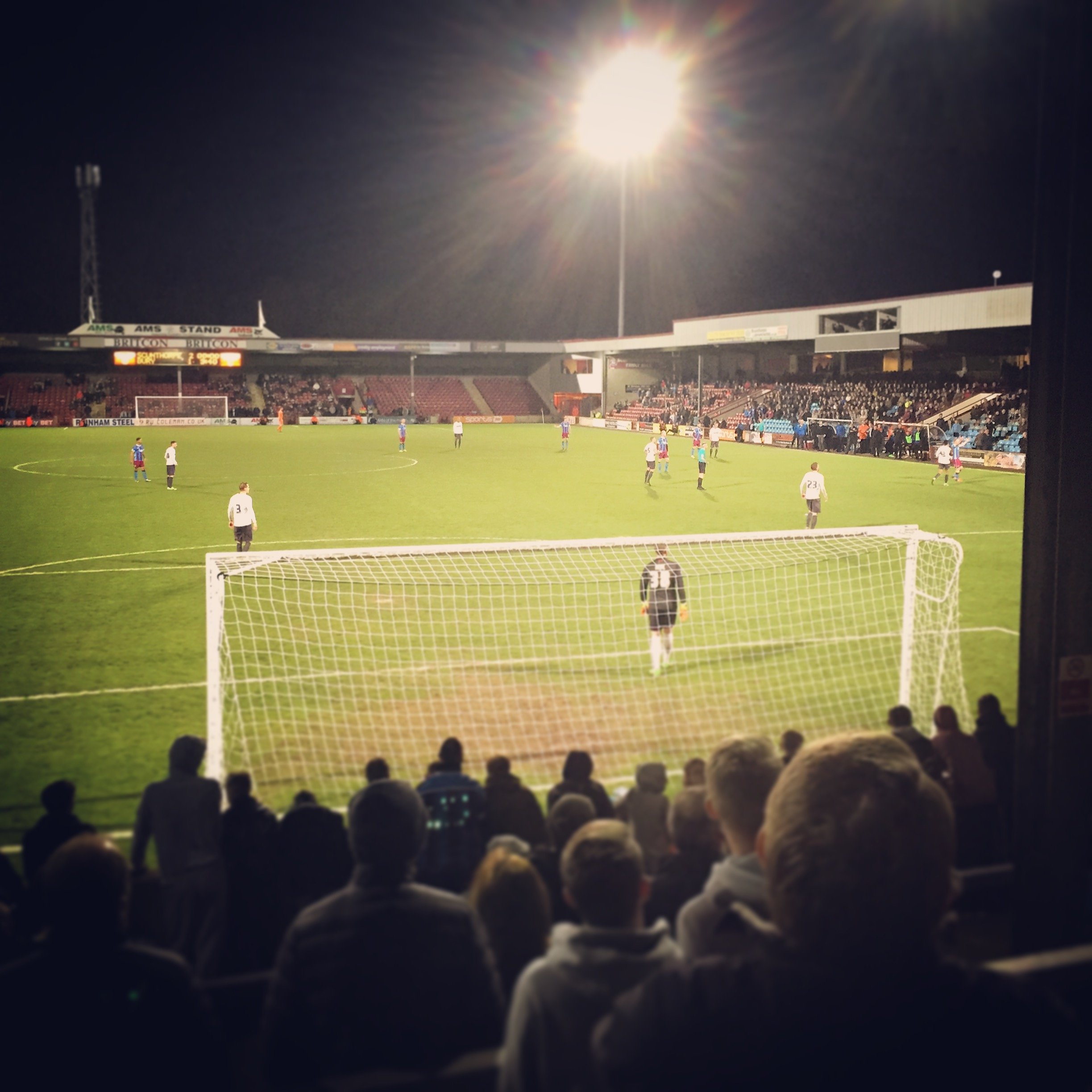
Glanford Park nhìn từ khán đài Britcon

Năm 1988, Scunthorpe United trở thành câu lạc bộ bóng đá Anh đầu tiên trong kỷ nguyên hiện đại chuyển đến một sân vận động mới được xây dựng có mục đích, Glanford Park.
Khi rõ ràng Old Show Ground cần đầu tư đáng kể để duy trì chất liệu vải và tuân thủ các quy định mới được đưa ra sau vụ hỏa hoạn sân vận động Bradford City (câu lạc bộ không thể thực hiện do khó khăn tài chính), quyết định này là được thực hiện để di dời, và điều này đã được công bố vào năm 1987. Sân được bán cho chuỗi siêu thị Safeway trước đây (nay là Sainsbury's) và việc tìm kiếm được bắt đầu cho một địa điểm mới.
Đất đai được bảo đảm tại một khu vực ngoại ô trong khu vực hành chính khi đó là Glanford có nghĩa là khu đất mới nằm ngoài ranh giới của Scunthorpe (mặc dù điều này đã thay đổi với việc tái tổ chức chính quyền địa phương vào năm 1996 với tư cách là cả Hội đồng Scunthorpe Borough và Hội đồng Glanford Borough sáp nhập để trở thành Hội đồng North Lincolnshire).
Tại thời điểm này, không có trợ cấp nào và việc phát triển phải được tài trợ bằng tiền mặt từ việc bán Old Show Ground, tài trợ, các khoản vay của giám đốc và các khoản vay ngân hàng. Việc thiếu tiền mặt từ người ngoài này có nghĩa là Glanford Park được xây dựng theo phong cách khá đơn giản, giống hình hộp, với sức chứa nhỏ hơn đáng kể so với Old Show Ground.
Mặt đất được đặt tên như vậy vì nó được tài trợ bởi Hội đồng Glanford Borough. Vị trí của khu đất cũ hiện là nơi có cửa hàng của Sainsbury và có thể được tìm thấy ở ngã ba đường Doncaster và đại lộ Henderson. Khi cửa hàng mở cửa, một tấm bảng được đặt đánh dấu vị trí của điểm trung tâm, ngay trước quầy bán đồ ăn ngon; tấm bảng kể từ đó đã được gỡ bỏ, tuy nhiên, một tảng đá chạm khắc kỷ niệm việc sử dụng trước đây của địa điểm đã được đưa vào bức tường bên ngoài của phần mở rộng năm 2011, bên cạnh các điểm thu tiền.
Trong khi quá trình chuẩn bị cho sân mới đang được tiến hành, mùa giải cuối cùng của câu lạc bộ tại Old Show Ground gần như đã thu được thành công. Dưới sự quản lý của Mick Buxton, United đủ điều kiện tham dự vòng play-off Division Four. Cuối cùng thì điều này đã không xảy ra, với việc The Iron thua chung cuộc 2-3 trước Torquay United trong trận bán kết. Trận bán kết lượt về này là trận cuối cùng được chơi trên sân Old Show Ground, với việc Steve Lister là cầu thủ cuối cùng ghi bàn trên sân.
Mùa giải đầu tiên của câu lạc bộ tại Glanford Park đã kết thúc trong một trận bán kết play-off đau lòng khác, lần này thua chung cuộc 1-5 trước Wrexham. Thất bại trong trận playoff tiếp theo xảy ra vào năm 1991 khi Iron thua Blackpool 2-3 (tổng hợp) trong trận bán kết dưới sự thay thế của Buxton là Bill Green. Cuối cùng, vào năm 1992, câu lạc bộ đã lọt vào trận chung kết play-off Fourth Division tại Wembley, cuối cùng để thua Blackpool trên chấm luân lưu với tỉ số 4-3. Đây là lần đầu tiên câu lạc bộ xuất hiện tại Wembley.
Bốn mùa giải tiếp theo chứng kiến United liên tục đứng ở giữa bảng Third Divisionhiện nay dưới sự kế thừa của các huấn luyện viên, cụ thể là Richard Money và Dave Moore. Mick Buxton đã bất ngờ trở lại câu lạc bộ với tư cách là huấn luyện viên sau khi Moore bị sa thải vào năm 1996.

### Kỉ nguyên Brian Laws: 1997-2006
Vào tháng 2 năm 1997, sau khi Mick Buxton kết thúc lần thứ hai phụ trách Scunthorpe United, Brian Laws, một trong những bản hợp đồng của Buxton với câu lạc bộ với tư cách là một cầu thủ, được bổ nhiệm làm huấn luyện viên, với Mark Lillis (một bản hợp đồng khác của Buxton) làm trợ lý của ông. Vào mùa giải 1997-98, mùa giải đầu tiên mà ông phụ trách, the Iron cán đích ngoài vòng play-off một điểm. Mùa giải tiếp theo, câu lạc bộ đứng thứ 4 ở Division Three. Điều này đảm bảo suất tham dự vòng play-off, họ đã giành chiến thắng sau chiến thắng chung cuộc 3-2 ở bán kết trước Swansea City và chiến thắng 1-0 trước Leyton Orient trong trận chung kết at Wembley tại Wembley với bàn thắng sớm của Alex Calvo-Garcia. Tuy nhiên, họ đã không thể duy trì vị trí của Division Two trong mùa giải tiếp theo, và phải xuống hạng sau khi kết thúc ở vị trí thứ 23.
Laws đã dẫn dắt The Iron đến vị trí play-off thứ hai dưới sự quản lý của ông trong mùa giải 2002-03, với việc câu lạc bộ cán đích ở vị trí thứ 5. Tuy nhiên, Scunthorpe cuối cùng đã bị đối thủ cùng hạt Lincoln City loại, thua trận bán kết 6-3 chung cuộc.
Vào ngày 25 tháng 3 năm 2004, sau thất bại 2-3 trên sân nhà trước Carlisle United hai ngày trước đó, Laws bị sa thải khỏi vị trí huấn luyện viên Scunthorpe United sau một chuỗi thành tích tệ hại khiến Iron chỉ xếp trên khu vực xuống hạng của Division 3 6 điểm. Trợ lý huấn luyện viên Russ Wilcox đã được giao nhiệm vụ huấn luyện viên tạm quyền, với trận đấu đầu tiên của ông là trận hòa 1-1 trên sân nhà trước Leyton Orient. Đúng ba tuần sau vào ngày 15 tháng 4 năm 2004, có thông báo rằng Laws đã được phục hồi làm quản lý của Iron sau một cuộc xáo trộn phòng họp. Chỉ còn bốn trận của mùa giải, Laws được giao nhiệm vụ ngăn chặn việc Iron bị rớt hạng khỏi Football League. Mặc dù ba trong số bốn trận đấu này kết thúc bằng thất bại, nhưng kết quả ở những nơi khác lại nghiêng về phía Iron, với câu lạc bộ cuối cùng đã tránh được việc tụt xuống Conference National với chỉ 4 điểm, kết thúc ở vị trí thứ 22.
Laws vẫn gắn bó với the Iron trong mùa giải 2004-05, mùa giải mà Scunthorpe bắt đầu ở Football League Two mới được đổi tên. Canh bạc này cuối cùng đã được đền đáp, với việc Iron được thăng hạng lên Football League One với tư cách là người về nhì. Đây là lần đầu tiên phe Scunthorpe có được sự thăng hạng tự động sau 22 năm. Một điểm nhấn khác của mùa giải này đến với việc Iron dẫn trước Chelsea, đương kim vô địch Premiership, 0-1, ở vòng 3 Cúp FA trên sân Stamford Bridge nhờ bàn thắng ở phút thứ 8 của Paul Hayes. Scunthorpe cuối cùng bị dẫn trước 3-1.
Trong mùa giải 2005-06, câu lạc bộ giành được vị trí giữa bảng League One, đánh dấu lần đầu tiên Iron Man tránh xuống hạng ngay lập tức sau khi thăng hạng kể từ năm 1958. Cặp tiền đạo trẻ Billy Sharp và Andy Keogh khẳng định mình là người đầu tiên- lựa chọn hợp tác tấn công, và ghi tổng cộng 38 bàn thắng. Một lần nữa, câu lạc bộ lại dẫn trước ở vòng 3 Cúp FA trước một câu lạc bộ ở Premier League - lần này là Manchester City - trước khi thua chung cuộc 3-1.
Sau khởi đầu thành công ở mùa giải 2006-07, Laws được mời làm người quản lý tại Sheffield Wednesday, công việc mà anh ấy đã nhận lời, kết thúc gần một thập kỷ phụ trách The Iron.

### Thi đấu tại Championship: 2006-2011
Sau sự ra đi của Laws, nhà vật lý trị liệu Nigel Adkins được giao phụ trách tạm thời; sau khi đạt được kết quả tốt, vai trò của ông đã được thực hiện vĩnh viễn. Người hâm mộ đã đáp lại bằng lời hô vang, "Who needs Mourinho, we've got our physio." (tạm dịch: Ai cần Mourinho, chúng tôi đã có bác sĩ của mình)  Mặc dù đã bán Keogh cho Wolverhampton Wanderers vào kỳ chuyển nhượng tháng Giêng, câu lạc bộ vẫn tiếp tục vô địch League One và thăng hạng lên Championship mùa đó, trong quá trình lập kỷ lục câu lạc bộ chuỗi 16 trận bất bại và tích lũy 91 điểm. Billy Sharp là cầu thủ ghi nhiều bàn thắng nhất trong 4 giải đấu hàng đầu, với 30 bàn.
Billy Sharp đã được bán cho Sheffield United trước khi bắt đầu mùa giải tiếp theo với giá kỷ lục của câu lạc bộ lúc bấy giờ là 2 triệu bảng. Bất chấp sự thay thế rõ ràng của anh, Martin Paterson, ghi được 13 bàn thắng ở giải đấu, Scunthorpe đã không thể củng cố vị trí của họ ở hạng hai của bóng đá Anh và bị xuống hạng ở vị trí thứ 23. Paterson đã được bán cho Burnley vào cuối mùa giải với giá 1.600.000 bảng Anh.
Mùa giải 2008-09 chứng kiến Scunthorpe đến Wembley hai lần. The Iron lọt vào trận chung kết Football League Trophy,nhưng bị Luton Town đánh bại 3-2 sau hiệp phụ. Câu lạc bộ sau đó đủ điều kiện tham dự vòng play-off League One thông qua bàn gỡ hòa ở phút 88 của đội trưởng câu lạc bộ Cliff Byrne trước đối thủ thăng hạng Tranmere Rovers trong vòng đấu cuối cùng của mùa giải. Scunthorpe đánh bại MK Dons trên chấm phạt đền sau khi hòa chung cuộc 1-1 ở bán kết, trước khi đánh bại Millwall trong trận chung kết Wembley với tỷ số 3-2, với hai bàn thắng của Matt Sparrow và một bàn của Martyn Woolford, để thăng hạng trở lại Championship trong lần đầu tiên.
Vào mùa giải 2009-10, đã cố gắng duy trì vị trí ở hạng hai, một thành tích mà không đội Scunthorpe nào đạt được kể từ năm 1963. Chiến dịch bao gồm chiến thắng 2-1 trên sân nhà trước nhà vô địch cuối cùng, Newcastle United, lần đầu tiên Scunthorpe xuất hiện trên truyền hình mặt đất của Vương quốc Anh trong thất bại 4-2 trên sân nhà trước Manchester City ở vòng 3 Cúp FA, vàGary Hooper là vua phá lưới của câu lạc bộ (và là người đứng thứ ba của Championship) với 19 bàn thắng; anh đã được bán cho câu lạc bộ Scotland Celtic vào cuối mùa giải với giá 2,4 triệu bảng.
Bảy trận trong mùa giải 2010-11, Nigel Adkins rời vị trí huấn luyện viên Scunthorpe để tiếp quản Southampton. Huấn luyện viên và cựu cầu thủ Ian Baraclough đã được bổ nhiệm làm người thay thế, nhưng ông đã bị sa thải nửa năm sau đó sau khi trượt xuống khu vực xuống hạng. Cựu hậu vệ của Scunthorpe, Alan Knill được bổ nhiệm từ Bury với 8 trận còn lại của mùa giải, nhưng không thể ngăn The Iron xếp cuối bảng và trở lại League One.

### Những năm gần đây: 2011-nay
Mặc dù Scunthorpe đã hy vọng thăng hạng ngay lập tức trở lại Championship, câu lạc bộ đã trải qua nửa đầu khó khăn của mùa giải 2011-12, thấy mình chỉ ở trên khu vực xuống hạng vào năm mới và bị loại ở vòng Một của Cúp FA bởi A.F.C. Wimbledon của League Two (mặc dù họ đã đưa Newcastle United ở Premier League đến hiệp phụ ở League Cup). Đội thi đấu tốt hơn phần nào trong nửa sau của mùa giải, bắt đầu chuỗi 10 trận bất bại và ở giữa bảng với 4 trận còn lại. Đội kết thúc mùa giải 2011-12 ở vị trí thứ 18 với tổng số 52 điểm.
Mùa giải 2012-13 khởi đầu không tốt cho Scunthorpe, tuy nhiên, khởi đầu thuận lợi ở vòng đầu tiên của League Cup khiến trận đấu kết thúc, Derby County 5-5 Scunthorpe, với Scunthorpe thắng 7-6 trên chấm phạt đền. Nhưng cho đến ngày 27 tháng 10, họ mới chỉ chứng kiến hai trận thắng trong giải đấu, một trận thắng trên sân khách, Shrewsbury 0-1 Scunthorpe và một trận trên sân nhà, Scunthorpe 1-0 Colchester United. Vào ngày 29 tháng 10 năm 2012, Alan Knill bị sa thải khỏi vị trí huấn luyện viên Scunthorpe United, sau thất bại 0-3 trước MK Dons, khiến câu lạc bộ xếp thứ 22 tại League One. Cùng ngày, người ta xác nhận rằng ông chủ cũ Brian Laws sẽ trở lại sau 6 năm vắng bóng ở câu lạc bộ, cùng với trợ lý cũ của huấn luyện viên Russ Wilcox. Trận đấu đầu tiên của Laws là thất bại 4-0 trước Gillingham tại Cúp FA, bnhưng sau đó là các trận thắng liên tiếp trước Walsall và Coventry City tại giải quốc nội. Tuy nhiên, cuối cùng, Laws đã không thể ngăn chặn sự trượt dài của câu lạc bộ trở lại khu vực tầng hầm, với việc xuống hạng được xác nhận vào ngày cuối cùng của mùa giải mặc dù có chiến thắng 3-1 trên sân nhà trước Swindon Town.
Vào cuối mùa giải 2012-13, chủ tịch khi đó là Steve Wharton đã từ chức ngay lập tức. Doanh nhân Peter Swann được bổ nhiệm làm người kế nhiệm vào ngày 24 tháng 5 năm 2013.
Đầu mùa giải 2013-14 chứng kiến Scunthorpe trở lại thi đấu ở League Two sau khi họ xuống hạng. Vào ngày 20 tháng 11 năm 2013, sau trận thua 2-1 trên sân nhà trước đối thủ địa phương Grimsby Town tại Cúp FA, Brian Laws đã bị sa thải sau 5 trận không thắng.
Russ Wilcox tiếp quản vị trí huấn luyện viên khoảng nửa mùa giải, và sau chuỗi 28 trận bất bại, kết thúc bằng thất bại 0-2 trước Exeter City, đội đã phá kỷ lục giải bóng đá mọi thời đại, Scunthorpe đã ngay lập tức thăng hạng trở lại League One. Russ Wilcox đã được trao tặng danh hiệu Huấn luyện viên xuất sắc nhất mùa giải LMA League Two trong khi tiền đạo Sam Winnall nhận giải Chiếc giày vàng với 23 bàn thắng ấn tượng. Wilcox cũng đã nhận được một phần thưởng đặc biệt từ Sir Alex Ferguson cho khởi đầu bất bại trên cương vị huấn luyện viên.
Bất chấp những lời khen ngợi đó, Wilcox không thể duy trì động lực trong mùa giải tiếp theo và bị sa thải vào ngày 8 tháng 10 năm 2014, với việc câu lạc bộ đứng thứ 23 ở League One, để được thay thế bởi Mark Robins vào ngày 13 tháng 10. The change proved successful with the club finishing 16th, 6 points clear of relegation. Sự thay đổi này tỏ ra thành công khi câu lạc bộ đứng thứ 16, hơn 6 điểm so với nhóm xuống hạng. Mùa giải 2014-15 cũng chứng kiến Iron tham gia vào một loạt sút luân lưu kỷ lục vào thời điểm đó trước đội bóng non-league Worcester City trong trận đá lại vòng Hai Cúp FA, với không dưới 32 quả phạt đền được thực hiện. Mặc dù đã vượt qua vòng Ba của giải đấu một cách đầy kịch tính, nhưng câu lạc bộ lại tiếp tục thất vọng khi để thua Chesterfield 0-2 ở trận đá lại vòng Ba.
Mặc dù Robins đã cứu câu lạc bộ khỏi xuống hạng trong mùa giải 2014-15, nhưng màn trình diễn của câu lạc bộ trong nửa đầu mùa giải 2015-16 bị nhiều người coi là đáng thất vọng và thiếu nhất quán. Vào ngày 18 tháng 1 năm 2016, Robins bị sa thải sau trận thua 5-0 trước Blackpool. Nick Daws và Andy Dawson được bổ nhiệm tạm thời phụ trách câu lạc bộ, với trận đấu đầu tiên của họ (chiến thắng 3-0 trên sân nhà trước Colchester United) diễn ra vào ngày 23 tháng 1. Một kết quả khả quan sau đó, và vào ngày 22 tháng 2, có thông báo rằng Nick Daws đã được bổ nhiệm làm huấn luyện viên của Iron cho đến cuối mùa giải, với việc Dawson được bổ nhiệm làm trợ lý của ông.
Chỉ hơn một tháng sau khi bổ nhiệm Daws và Dawson, Graham Alexander được bổ nhiệm làm người quản lý mới của câu lạc bộ trong một thông báo gây sốc vào ngày 22 tháng 3 năm 2016. Trận đầu tiên của Alexander cầm quân là trận hòa 0-0 trước Barnsley vào ngày 25 tháng 3, tiếp theo là một chiến thắng đậm đà 6-0 trên sân nhà trước Swindon Town một tuần sau đó. Việc bổ nhiệm Alexander tiếp tục sự hồi sinh của mùa giải Scunthorpe bắt nguồn từ sự ra đi của Robins. Câu lạc bộ đã phải chịu trách nhiệm muộn đối với các vị trí play-off League One, chỉ kém Barnsley về hiệu số bàn thắng bại. The Iron kết thúc mùa giải ở vị trí thứ bảy với 74 điểm, hơn đội xếp thứ tám là Coventry City 5 điểm.
Dưới sự dẫn dắt của Alexander, mùa giải 2016-17 bắt đầu ở mức thấp nhất, với Iron with the Iron thắng sáu trong số mười trận đầu tiên của họ. Phong độ này đã giúp United vươn lên dẫn đầu bảng League One, vị trí được duy trì từ ngày 17 tháng 9 sau chiến thắng 0-1 trên sân khách trước Shrewsbury Town, cho đến ngày 31 tháng 12, nơi thất bại 1-2 trước Bolton Wanderers đã chứng kiến Iron tụt xuống vị trí thứ ba. Trận đấu này cũng dẫn đến việc United chứng kiến một năm dương lịch bất bại trên sân nhà sau chiến thắng 3-0 trước Millwall vào ngày 17 tháng 12 năm 2016, với trận thua cuối cùng trên sân nhà của Iron là vào ngày 19 tháng 12 năm 2015 dưới tay Sheffield United. Mặc dù xoay xở để leo trở lại vị trí đầu bảng trong suốt tháng Giêng, sự sa sút đáng kể về mặt phong độ đã khiến Scunthorpe trải qua tháng Hai mà không ghi được một trận thắng nào, dẫn đến việc câu lạc bộ tụt xuống thứ năm trên bảng vào ngày 11 tháng 3 năm 2017. Một sự trỗi dậy trong Tuy nhiên, phong độ sân nhà của câu lạc bộ đã xảy ra một lần nữa, khiến người hâm mộ nhẹ nhõm hơn rất nhiều, với chiến thắng 2-1 trước Rochdale vào ngày 14 tháng 3 nhờ pha lập công của Matt Crooks vào phút cuối. Mặc dù phong độ sân nhà của Iron đã được cải thiện đáng kể, nhưng phải đến ngày 14 tháng 4, câu lạc bộ mới có chiến thắng sân khách đầu tiên kể từ tháng Giêng với chiến thắng 0-1 trước MK Dons. Câu lạc bộ đã thắng năm trận cuối cùng của mùa giải thường xuyên, đủ để Iron đứng thứ ba với 82 điểm, chưa bao giờ nằm ngoài top sáu của bảng trong suốt mùa giải. Kết quả là ở vị trí thứ ba, Iron đã bị cầm hòa trước Millwall đứng thứ sáu trong trận bán kết play-off. Trận lượt đi kết thúc với tỷ số 0-0, tuy nhiên Iron đã thua trong chuyến làm khách đến Wembley sau khi chịu thất bại 2-3 trên sân nhà ở lượt về, dù đã vươn lên dẫn trước..
Mùa giải 2017-18 bắt đầu với tốc độ chậm hơn so với mùa giải trước, khi Iron ghi chiến thắng đầu tiên tại giải đấu sau ba trận đấu trong mùa giải chính thức với tỷ số 1-0 trước Oxford United. United đã leo lên top 6 của League One với chiến thắng 0-4 trên sân khách trước Plymouth Argyle ngày 26 tháng 8 năm 2017. Câu lạc bộ vẫn ở vị trí play-off trong phần lớn mùa giải, tuy nhiên phong độ thảm hại trong suốt tháng Hai và tháng Ba. đã ném hy vọng vào trận play-off của Người sắt vào nguy hiểm. Vào ngày 24 tháng 3 năm 2018, sau trận hòa 1-1 trên sân nhà trước Rochdale, Graham Alexander đã bị loại khỏi vị trí huấn luyện viên của mình, khiến câu lạc bộ xếp thứ 5 tại League One, nhưng không có chiến thắng trong 8 trận. Bộ đôi Nick Daws và Andy Dawson lần lượt lấy lại các vị trí Huấn luyện viên tạm quyền và Trợ lý huấn luyện viên tạm quyền, như họ đã làm vào năm 2016 trước khi Alexander được bổ nhiệm. The Iron tụt xuống thứ 9 trên bảng xếp hạng League One khi Daws và Dawson không ghi được chiến thắng trong hai trận đầu tiên của họ, tuy nhiên, chiến thắng 0-1 trên sân khách trước những người cùng hy vọng trong trận play-off Charlton Athletic là đủ để đẩy Scunthorpe trở lại vị trí thứ 6. Ba trận thắng liên tiếp sau đó, với việc United đảm bảo vị trí dự play-off vào ngày 1 tháng 5 năm 2018 với trận chung kết trong ba chiến thắng này (chiến thắng 2-0 trên sân nhà trước Plymouth Argyle). Scunthorpe kết thúc mùa giải ở vị trí thứ 5, nghĩa là Iron Man đã bị cầm hòa trước Rotherham United trong trận bán kết play-off. Mặc dù đã cầm hòa các nhà cầm quân với tỷ số hòa 2-2 trong trận lượt đi tại Glanford Park, nhưng Scunthorpe một lần nữa bị từ chối chuyến làm khách đến Wembley với trận thua 0-2 trên sân khách ở lượt về. Vào mùa giải 2018-19, vào ngày 24 tháng 3 năm 2019, đội đứng thứ 18 và đưa ra quyết định sa thải Stuart McCall sau trận thua 3-1 trước Rochdale. Sau khoảng nửa giờ, Andy Dawson được tạm quyền cho đến cuối mùa giải.
Ông chủ cũ của đối thủ Grimsby, Paul Hurst, được bổ nhiệm làm huấn luyện viên đội đầu tiên vào ngày 13 tháng 5 năm 2019, 9 ngày sau khi mùa giải 2018-19 kết thúc. Vào ngày 30 tháng 7 năm 2019, câu lạc bộ đã ký một thỏa thuận quyền đặt tên sân vận động và sân vận động được đổi tên thành Sân vận động The Sands Venue  cho mùa giải EFL League Two 2019-20.

## Lịch sử trang phục
| Giai đoạn | Tài trợ trang phục  | Tài trợ áo đấu       |
| --------- | ------------------- | -------------------- |
| 1975-76   | Admiral             | Không tài trợ áo đấu |
| 1976-79   | Bukta               | Không tài trợ áo đấu |
| 1979-82   | Adidas              | Không tài trợ áo đấu |
| 1982-83   | Hobott              | Không tài trợ áo đấu |
| 1983-85   | Umbro               | Scunthorpe E.Z.      |
| 1985-87   | Hobott              | Không tài trợ áo đấu |
| 1987-89   | Hobott              | Brikenden            |
| 1989-90   | Scoreline           | Brikenden            |
| 1990-92   | Ribero              | Brikenden            |
| 1992-94   | Alan Ward Sports    | Brikenden            |
| 1994-96   | Alan Ward Sports    | Pleasure Island      |
| 1996-98   | Mizuno              | Pleasure Island      |
| 1998-2000 | Mizuno              | Motek                |
| 2000-01   | Super League        | Motek                |
| 2001-04   | TFG Sports          | HL Mercedes Benz     |
| 2004-05   | Carlotti            | HL Mercedes Benz     |
| 2005-07   | Carlotti            | Hatfields Jeep       |
| 2007-10   | Carlotti            | Rainham Steel        |
| 2010-15   | Nike                | Rainham Steel        |
| 2015-16   | Avec                | Prostate Cancer UK   |
| 2016-17   | Carbrini Sportswear | British Steel        |
| 2017-18   | FBT                 | British Steel        |
| 2018-19   | FBT                 | Rainham Steel        |
| 2019-     | FBT                 | Utilita              |

## Linh vật
Các linh vật chính thức của đội Scunthorpe United là Scunny Bunny và Scunny Hunny Bunny, mặc cùng một bộ trang phục màu xanh và rượu vang đỏ như các cầu thủ của đội..

## Mối kình địch
| Câu lạc bộ          | Trận cuối cùng | Mùa giải |
| ------------------- | -------------- | -------- |
| Hull City           | L 0 - 2        | 2016-17  |
| Grimsby Town        | W 1 - 2        | 2019-20  |
| Lincoln City        | D 1 - 1        | 2018-19  |
| Doncaster Rovers    | D 1 - 1        | 2018-19  |
| York City           | D 2 - 2        | 2013-14  |
| Barnsley            | L 2 - 0        | 2018-19  |
| Sheffield United    | D 1 - 1        | 2016-17  |
| Sheffield Wednesday | L 1 - 3        | 2011-12  |

Khu vực địa lý của Scunthorpe khiến câu lạc bộ thi đấu với một số câu lạc bộ chuyên nghiệp.  Grimsby Town theo truyền thống được coi là đối thủ khốc liệt nhất của Scunthorpe; tuy nhiên, do trái ngược về vận may, hai câu lạc bộ đã không gặp nhau trong giải đấu kể từ năm 2005. Các đối thủ địa phương khác là Hull City, Doncaster Rovers và Lincoln City, với Doncaster là đội gần nhất về mặt địa lý với Glanford Park. Các trận đấu với Grimsby và Lincoln được gọi là trận derby Lincolnshire.
Các câu lạc bộ khác ở Lincolnshire như Boston United và Gainsborough Trinity nằm trong khu vực của câu lạc bộ nhưng đã không chơi ở cùng một giải đấu với Scunthorpe trong nhiều năm.
Với việc Scunthorpe vươn lên hạng hai và hạng ba của bóng đá Anh trong những năm gần đây, các đối thủ như Barnsley, Sheffield United và Sheffield Wednesday đã nổi lên, mặc dù không có câu lạc bộ nào trong số này đặc biệt coi Scunthorpe là đối thủ.

## Cầu thủ
Tính đến 29 tháng 8 năm 2020

### Đội hình đội một
Ghi chú: Quốc kỳ chỉ đội tuyển quốc gia được xác định rõ trong điều lệ tư cách FIFA. Các cầu thủ có thể giữ hơn một quốc tịch ngoài FIFA.
| Số | VT | Quốc gia | Cầu thủ          |
| -- | -- | -------- | ---------------- |
| 1  | TM | Anh      | Rory Watson      |
| 2  | HV | Anh      | Jordan Clarke    |
| 4  | HV | Anh      | Jacob Bedeau     |
| 5  | HV | Anh      | Harrison McGahey |
| 6  | HV | Anh      | Manny Onariase   |
| 7  | TĐ | Anh      | Ryan Colclough   |
| 8  | TV | Anh      | Alex Gilliead    |
| 10 | TĐ | Hà Lan   | Kevin van Veen   |
| 11 | TV | Sudan    | Abo Eisa         |
| 14 | TĐ | Anh      | Devarn Green     |
| 16 | HV | Anh      | Lewis Butroid    |
| 17 | TV | Anh      | Andy Dales       |
| 18 | TV | Anh      | Jordan Hallam    |
| 19 | TĐ | Anh      | Aaron Jarvis     |
| 20 | TV | Scotland | Lewis Spence     |
| 21 | TV | Anh      | Kelsey Mooney    |

| Số | VT | Quốc gia         | Cầu thủ          |
| -- | -- | ---------------- | ---------------- |
| 22 | TV | Anh              | Alfie Beestin    |
| 23 | TV | Anh              | Frank Vincent    |
| 24 | TĐ | Anh              | Olufela Olomola  |
| 25 | HV | Anh              | Jai Rowe         |
| 28 | TV | Anh              | George Hornshaw  |
| 30 | TV | Wales            | Tom Pugh         |
| 31 | TM | Anh              | Adam Kelsey      |
| 35 | HV | Anh              | Charlie Barks    |
| 36 | TV | Anh              | Finley Shrimpton |
| 38 | HV | Cộng hòa Ireland | Mason O'Malley   |
| 40 | TĐ | Anh              | Harry Jessop     |
| 41 | TM | Anh              | Tom Collins      |
| 42 | TV | Anh              | Raynner Silva    |
| 45 | TĐ | Anh              | John McAtee      |
| —  | TĐ | Anh              | Myles Hippolyte  |

### Cho mượn
Ghi chú: Quốc kỳ chỉ đội tuyển quốc gia được xác định rõ trong điều lệ tư cách FIFA. Các cầu thủ có thể giữ hơn một quốc tịch ngoài FIFA.
| Số | VT | Quốc gia | Cầu thủ |
| -- | -- | -------- | ------- |

### Cựu cầu thủ nổi bật
- Jack Bowers, cựu tuyển thủ đội tuyển Anh, Derby County, Leicester City. bắt đầu sự nghiệp chuyên nghiệp của mình vào năm 1927 tại câu lạc bộ Scunthorpe & Lindsey United.
- Kevin Keegan - hai lần Cầu thủ xuất sắc nhất năm châu Âu.  Từng thi đấu cho Liverpool và Anh, với sự nghiệp quản lý tiếp theo bao gồm Anh và Newcastle United.
- Ray Clemence - thủ môn.  Từng thi đấu cho Liverpool, Tottenham Hotspur và Anh.
- Jack Brownsword - Theo Sir Stanley Matthews, hậu vệ cánh xuất sắc nhất, người đã chơi 597 trận cho United, ghi nhiều quả phạt đền (50 bàn) và tiếp tục gắn bó với Câu lạc bộ sau khi anh nghỉ hưu với tư cách là một cầu thủ..
- Barrie Thomas - Một tiền đạo trung tâm đã ghi được cho câu lạc bộ kỷ lục 30 bàn sau 22 trận đấu ở giải hạng 2, trước khi bị bán vào giữa mùa giải cho Newcastle United.
- Jack Haigh - thành viên hàng đầu của đội Scunthorpe trong suốt những năm 1950, giành được thăng lên Division 2 vào năm 1958 với tư cách là những người chiến thắng cuối cùng của Giải Ba miền Bắc, trước khi Division 3 và 4 được thành lập.
- Ian Botham - VĐV cricket toàn năng của Anh và vận động viên đi bộ từ xa đã chơi 11 trận cho Scunthorpe vào năm 1980.
- Charlie Lemons - thi đấu năm 1921.
- Paul Longden - Cầu thủ thi đấu lâu thứ hai. 455 trận giai đoạn 1982-1993.

Những cầu thủ có sự nghiệp thăng tiến trong trận đấu chuyên nghiệp hoặc đạt được danh hiệu quốc tế bao gồm:
- Ken Jones - (thủ môn), nằm trong đội hình Wales tại FIFA World Cup 1958 ở Thụy Điển.
- John Kaye - Lọt vào chung kết Cúp FA với West Bromwich Albion.
- Neil Cox - hậu vệ biên của Aston Villa và các câu lạc bộ khác.
- Neil Pointon - hậu vệ biên của Everton và các câu lạc bộ khác.
- Richard Money - hậu vệ biên của Liverpool (sau đó là huấn luyện viên của nhiều đội).
- Ian Storey-Moore (đội trẻ) - Nottingham Forest, Manchester United và Anh
- Nigel Cassidy - Oxford United
- Graham Alexander - Burnley & Scotland
- Grant McCann - tuyển thủ quốc gia Bắc Ireland
- Matt Elliot - Leicester City & Scotland
- Peter Beagrie - gia nhập United sau một sự nghiệp thành công với Everton.

Một số cựu cầu thủ United đã trở thành huấn luyện viên bao gồm:
- Keith Burkinshaw (Tottenham)
- Brian Laws (Sheffield Wednesday, Burnley)
- Freddie Goodwin (Tampa Bay Rowdies: giải chuyên nghiệp năm 1960 tại Hoa Kỳ.)
- Neil Warnock (Cardiff City)
- Graham Alexander - Fleetwood Town & Scunthorpe United

Những cầu thủ thành công gần đây bao gồm:
- Jermaine Beckford - đã giải nghệ sau khi đá cho Everton và Bolton
- Andy Keogh - hiện tại ở Al-Qadsiah
- Billy Sharp - hiện tại ở Sheffield United
- Gary Hooper - hiện tại không có câu lạc bộ sau khi thi đấu cho Celtic và Sheffield Wednesday
- Martin Paterson - hiện tại đã giải nghệ
- Jack Cork - hiện tại ở Burnley
- Andy Dawson - hiện tại ở Hull City với tư cách huấn luyện viên.

## Danh hiệu và thành tích
Football League Third Division / Third Division North / League One (cấp độ 3)
- Vô địch 1957-58, 2006-07
- Thắng play-off: 2008-09

Football League Fourth Division / League Two (cấp độ 4)
- Thăng hạng ở vị trí thứ 2: 2004-05, 2013-14
- Thăng hạng ở vị trí thứ 4: 1971-72, 1982-83
- Thắng play-off: 1998-99

Midland League
- Vô địch 1926-27, 1938-39

Football League Trophy
- Á quân: 2009

## Kỉ lục câu lạc bộ

### Khán giả
Kỉ lục số khán giả (Old Show Ground)
- 23,935 v Portsmouth, Cúp FA 4th rd. 30 tháng 1 năm 1954[76]

Kỉ lục số khán giả (Glanford Park)
- 9,077 v Manchester United, League Cup, 22 tháng 9 năm 2010[77]

Vị trí cao nhất: thứ 4 ở Second Division (1961-62)
Vị trí thấp nhất: thứ 24 ở Fourth Division (1974-75)

### Tỉ số
Kỉ lục thắng
- 8-1 v Luton Town, Division 3, 24 tháng 4 năm 1965 Team: - Sidebottom, Horstead, Hemstead, Smith, Neale, Lindsey, Bramley (1), Scott, Thomas (5), Mahy (1), Wilson (1).[79]
- 8-1 v Torquay United, New Division 3, 28 tháng 10 năm 1995 Team: - Samways, Housham, Wilson, Ford (1), Knill (1), Hope (Nicholson), Thornber, Bullimore (Walsh), McFarlane (4) (Young), Eyre (2), Paterson.[79]

Kỉ lục thua
- 0-8 v Carlisle United, Division 3 (N) 25 tháng 11 năm 1952 Team: - Malan, Hubbard, Brownsword, McGill, Taylor, Bushby, Daley, Haigh, White, Whitfield, Mosby[79]

### Chuyển nhượng
Phí cao nhất phải trả
1. Rob Jones - Không tiết lộ từ Hibernian[80]
2. Martin Paterson - 335.000 bảng Anh từStoke City[80]
3. Paddy Madden - 300.000 bảng Anh từYeovil Town[80]
4. Kevan Hurst - 200.000 bảng Anh Sheffield United[80]
5. Jonathan Forte - 200.000 bảng Anh Sheffield United[80]
6. David Mirfin - 150.000 bảng Anh Huddersfield Town[80]

Phí cao nhất được nhận
1. Billy Sharp - 2 triệu bảng Anh đến Sheffield United[80]
2. Gary Hooper - Không tiết lộ đến Celtic[80]
3. Martin Paterson - 1,6 triệu bảng Anh đến Burnley[80]
4. Conor Townsend - 840.000 bảng Anh đến West Brom
5. Andy Keogh - 750.000 bảng Anh đến Wolverhampton Wanderers[80]

## Bóng đá nữ
Câu lạc bộ bóng đá nữ, Scunthorpe United L.F.C., chơi ở Northern Combination Women's Football League, trực thuộc Scunthorpe United F.C.